# موتور اله بخش
موتور اله بخش یک منطقهٔ مسکونی در ایران است که در دهستان حومه (ایرانشهر) واقع شده‌است. موتور اله بخش ۳۲ نفر جمعیت دارد.